# Fotopsina
Fotopsinas (também conhecidos como opsinas do cone) são as proteínas fotorreceptoras encontradas nos cones da retina e são a base da visão a cores.